# BT-474
BT-474，亦稱ATCC HTB-20，是人類高度非整倍體乳腺導管癌細胞系，最初分離自一位60歲的白人女性乳腺浸潤性導管癌患者。BT-474細胞包含着許多具有典型凋亡細胞形態的細胞，已知細胞不存在參與凋亡誘導的p53蛋白，而抑制細胞凋亡的Bcl-2則以中等水平表達。BT-474細胞傾向轉移到局部淋巴結，並且能夠在肺部形成微轉移病變。BT-474有55個染色體，並且具有極其複雜的基因組序列，大多數染色體計數在超四倍體的範圍內，同時又缺失三個染色體（N11、N13和N22），並且某些染色體（N9、N14和N15）存在着低於適當比例的問題。經過吉姆薩胰蛋白酶帶的測試後，未顯示出有明顯的HeLa標記物，並且在放射免疫分析中，沒有檢測到α-乳清蛋白的產生，但是發現BT-483細胞高度表達着孕酮受體。BT-474應用於研究癌症生物學和開發新藥物。 

## 外部連結
- Cellosaurus entry for BT-474（页面存档备份，存于）